# Melton (East Riding of Yorkshire)
Melton – wieś w Anglii, w hrabstwie East Riding of Yorkshire. Leży 14 km na zachód od miasta Hull i 248 km na północ od Londynu.